# Mboma (Camerún)
Mboma es una comuna camerunesa perteneciente al departamento de Haut-Nyong de la región del Este.
En 2005 tiene 8120 habitantes, de los que 726 viven en la capital comunal homónima.
Se ubica en el oeste de la región, unos 100 km al suroeste de la capital regional Bertoua.

## Localidades
Comprende, además de Mboma, las siguientes localidades:
- Bangoue
- Begond
- Kagnol I
- Kagnol II
- Kak I
- Kak II
- Mbamé II
- Ngoap
- Ngoumou
- Nkaole
- Ntsimbou
- Zoume